# Чопра, Яш
Яш Чопра (хинди यश चोपड़ा, англ. Yash Raj Chopra; 27 сентября 1932 года, Лахор, Британская Индия — 21 октября 2012 года, Мумбаи, Махараштра, Индия) — индийский кинорежиссёр, продюсер и сценарист, снимавший фильмы на языке хинди. В 1973 году основал кинокомпанию Yash Raj Films, которая с 2006 года считается[кем?] крупнейшей в Индии. За более чем пятидесятилетнюю карьеру снял более 20 фильмов и выступил в качестве продюсера в около 50 кинолентах. Считается одним из ведущих режиссёров в истории индийского кино и известен как «Король романтики» Болливуда.
Получил высшую кинематографическую премию Индии имени Дадасахеба Фальке в 2001 году и третью по величине гражданскую награду Падма Бхушан в 2005 году. Обладатель премии BAFTA, 6 Национальных кинопремий и 12 Filmfare Awards, включая 4 за лучшую режиссуру.

## Биография
Яш Чопра родился 27 сентября 1932 года в Джаландхаре (Британская Индия, ныне территория Пакистана) в панджабской семье индуистов-кшатриив среднего класса. Его отец, Лал Вилаяти Радж Чопра, был бухгалтером в Отделе Общественных Работ британской администрации Пенджаба. Из-за работы ему приходилось часто переезжать. Он скончался в 1946 году, когда Яшу было 13 лет. Его мать Драупади умерла в 1979 году. Яш был младшим из восьми детей, причём разница в возрасте со старшим составляла почти 30 лет. Четыре из его пяти старших братьев (Ханс (1902—1964), Балдев (1914—2008), Кулдип (1916—…), Дхарам (1924—2002) и Раджкумар (1928—…)) впоследствии стали известными фигурами в области кино. Помимо сыновей в семье также была дочь Вилма (род. 1920, в замужестве Бхалла).
С восьми лет Яш жил в доме своего второго по старшинству брата Б. Р. Чопры в Лахоре, где посещал начальную школу. Примерно в 1945 году он вернулся в семейный дом к матери и перешёл в школу в Джаландхаре, а 1951 году окончил местный Doaba College.
Его семья хотела, чтобы Яш отправился учиться в Великобританию и стал инженером. Однако закончив обучение, он отправился покорять Бомбей, имея в кармане всего 200 рупий и материнское благословение. Вначале Яш работал ассистентом у режиссёра И. С. Джохара, а затем у своего брата Б. Р. Чопры в фильмах Ek-Hi-Rasta (1956), «Новый век» (1957) и Sadhna (1958).

### Семья
20 августа 1970 года в возрасте 37 лет Яш Чопра женился на Памеле Сингх, с которой познакомился на свадьбе своего племянника Рави. Памела — закадровая певица, исполнившая несколько песен, в том числе в фильмах своего мужа. У пары родилось двое сыновей: кинорежиссёр Адитья Чопра (род. 1971) и актёр и продюсер Удай Чопра (род. 1973). Адитья в 2014 году женился на актрисе Рани Мукерджи.

## Карьера
Режиссёрский дебют Яша Чопры состоялся в 1959 году с фильмом «Цветок в пыли», где в роли продюсера выступил его брат Балдев. Сюжет фильма рассказывал о трудной судьбе незаконнорождённого мальчика, брошенного родителями. Главные роли исполнили Мала Синха и Раджендра Кумар. Фильм был хорошо принят зрителями и стал четвёртым фильмом года по кассовым сборам. Воодушевлённый успехом, в 1961 году Чопра поставил ещё одну социальную драму «Сын судьбы», в котором Шаши Капур исполнил свою первую главную роль. Это был один из первых фильмов, показывающих Раздел Индии и индуистский фундаментализм. Картина была отмечена Национальной кинопремией за лучший фильм на хинди, однако прокат был сорван бурными демонстрациями, вызванными показом беспорядков времён Раздела. В дальнейшем Чопра избегал снимать фильмы, связанные с политикой.
Сотрудничество Яша Чопры с его братом продолжилось в фильме «Испытание временем» 1965 года. Это была одна из первых мультизвездных кинолент, которые стали более популярными у кинопроизводителей только в середине 1970-х. Фильм имел успех у критиков и в кассе, а Чопра получил свою первую Filmfare Award за лучшую режиссуру.
В 1969 году вышло сразу два фильма Чопры. «Испытание дружбы» с Дхармендой в главной роли принёс средний доход. Главную роль в Ittefaq (англ.) исполнил Раджеш Кханна. Фильм был основан на гуджаратской пьесе, показывающей события одной ночи. Снятая за один месяц при низком бюджете, картина привлекла внимание критиков своей необычностью. Это был один из первых фильмов на хинди без музыкальных номеров и интервала. Кинолента заработала в прокате статус «полу-хит» и принесла Яшу Чопре вторую статуэтку Filmfare за режиссуру.
В следующем году Чопра основал свою собственную кинокомпанию Yash Raj Films, прекратив творческое сотрудничество с братом. Его первый фильм в качестве продюсера «Камень на сердце», вышедший в 1973 году, имел оглушительный успех. В дальнейшем он снял два фильма по сценарию Салим-Джаведа с Амитабхом Баччаном в главной роли — «Стена» и «Трезубец бога Шивы», которые стали ориентиром Болливуда в 1970—1980-х годах и сделали Баччана суперзвездой в амплуа «сердитого молодого человека». «Стена» принесла Чопре четвёртую премию Filmfare за режиссуру. В этот же период он снял ещё два фильма с Амитабхом в жанре романтической драмы — «Любовь — это жизнь» и «Любовная связь».
Восьмидесятые ознаменовались для Яша Чопры чередой провалов. Первый опыт сотрудничества с легендарным Дилипом Кумаром фильм «Факел» 1984 года, основанный на известной маратхи пьесе Ashroonchi Zhali Phule, завоевал признание критиков, но имел средние сборы в кассе. Вышедшая в следующем году романтическая драма «Пропасть» с Сунилом Даттом и Рекхой стала критическим и коммерческим провалом. Как и критики, сам Чопра считает его своим худшим фильмом. «Путь к победе» также провалился в кассе. Лента получила смешанные отзывы критиков и была прозвана ремейком «Трезубца бога Шивы».
Череда неудач Яша Чопры закончилась в 1989 году с выходом в прокат фильма «Чандни». Огромный успех его музыки сыграл важную роль в прекращении эры насилия в фильмах Болливуда. Фильм также подтвердил позицию Шридеви, как главной звезды 1980-х, а её роль стала одним из самых известных персонажей в индийском кинематографе. Хотя это не было первый раз, когда Чопра снимал фильм в Швейцарии, обширные сцены, снятые там, сделали эту страну популярным туристическим направлением для индийцев. «Чандни» также получила Национальную кинопремию как лучший развлекательный фильм года.
В 1991 году вышел его следующий фильм «Мгновения любви» со Шридеви и Анилом Капуром в главных ролях. Фильм не имел коммерческого успеха в Индии, однако стал одним из величайших хитов Болливуда за границей и был тепло принят критиками. Картина победила в пяти номинациях Filmfare Awards, в том числе за лучший фильм. Сам Чопра называет его своим любимым проектом.
В 1993 Чопра выпустил триллер «Жизнь под страхом», где главные роли исполнили пока ещё малоизвестный Шахрух Хан, Джухи Чавла и Санни Деол. Фильм рассказывает о безумно влюблённом юноше, преследующем девушку, счастливо помолвленную с другим. Картина имела ошеломительный успех и помогла Шакрух Хану получить статус звезды Болливуда. Чопра вновь снял Шахруха в своём следующем фильме «Сумасшедшее сердце» вместе с Мадхури Дикшит и Каришмой Капур. Это был первый фильм Болливуда, снятый в Германии. «Сумасшедшее сердце» стал вторым по величине сборов в 1997 году и выиграл множество наград, в том числе семь Filmfare Awards и три Национальные кинопремии, в частности как лучший развлекательный фильм. Следующие несколько лет Чопра выступал в производстве фильмов исключительно в роли продюсера.
В 2004 году он вернулся к режиссуре в романтической саге «Вир и Зара» с Шахрух Ханом, Прити Зинтой и Рани Мукерджи в главных ролях, рассказывающей историю любви индийского офицера военно-воздушных сил и пакистанской девушки. Фильм стал самым большим хитом года в Индии и за рубежом, собрав в мировом прокате свыше 940 миллионов рупий, и был показан в рамках Берлинского кинофестиваля.
Накануне своего восьмидесятилетия Яш Чопра заявил, что находящийся в производстве «Пока я жив» станет его последним фильмом, поскольку в дальнейшем он хотел бы сосредоточиться на продюсерской деятельности и семье. Выход фильма состоялся уже после смерти режиссёра.

## Фильмография
| Год выхода | Русское название                           | Оригинальное название       | Сферы деятельности | Сферы деятельности | Сферы деятельности | Примечания |
| Год выхода | Русское название                           | Оригинальное название       | Режиссёр           | Продюсер           | Сценарист          | Примечания |
| ---------- | ------------------------------------------ | --------------------------- | ------------------ | ------------------ | ------------------ | ---------- |
| 1959       | Цветок в пыли                              | Dhool Ka Phool              | Да                 |                    |                    |            |
| 1961       | Сын судьбы                                 | Dharmputra                  | Да                 |                    |                    |            |
| 1965       | Испытание временем                         | Waqt                        | Да                 |                    |                    |            |
| 1969       | Испытание дружбы                           | Aadmi Aur Insaan            | Да                 |                    |                    |            |
| 1969       |                                            | Ittefaq                     | Да                 |                    |                    |            |
| 1973       | Камень на сердце                           | Daag: A Poem of Love        | Да                 | Да                 |                    |            |
| 1973       | В пламени страстей                         | Joshila                     | Да                 | Да                 |                    |            |
| 1975       | Стена                                      | Deewaar                     | Да                 | Да                 |                    |            |
| 1976       | Любовь — это жизнь                         | Kabhie Kabhie               | Да                 | Да                 |                    |            |
| 1977       | В тени прошлого                            | Doosara Aadmi               |                    | Да                 |                    |            |
| 1978       | Трезубец бога Шивы (альт. По закону чести) | Trishul                     | Да                 |                    |                    |            |
| 1979       | Нури                                       | Noorie                      |                    | Да                 |                    |            |
| 1979       | Чёрный камень                              | Kaala Patthar               | Да                 | Да                 |                    |            |
| 1981       | Любовная связь                             | Silsila                     | Да                 | Да                 | Да                 |            |
| 1981       | Между дружбой и любовью                    | Nakhuda                     |                    | Да                 |                    |            |
| 1982       | Как спасти любовь?                         | Sawaal                      |                    | Да                 |                    |            |
| 1984       | Факел                                      | Mashaal                     | Да                 | Да                 |                    |            |
| 1985       | Пропасть                                   | Faasle                      | Да                 | Да                 |                    |            |
| 1988       | Путь к победе                              | Vijay                       | Да                 | Да                 |                    |            |
| 1989       | Чандни                                     | Chandni                     | Да                 | Да                 |                    |            |
| 1991       | Мгновения любви                            | Lamhe                       | Да                 | Да                 |                    |            |
| 1992       | Неписаный закон                            | Parampara                   | Да                 |                    |                    |            |
| 1993       | Жизнь под страхом                          | Darr                        | Да                 | Да                 |                    |            |
| 1994       | С любовью не шутят                         | Yeh Dillagi                 |                    | Да                 |                    |            |
| 1995       | Непохищенная невеста                       | Dilwale Dulhania Le Jayenge |                    | Да                 |                    |            |
| 1997       | Сумасшедшее сердце                         | Dil To Pagal Hai            | Да                 | Да                 | Да                 |            |
| 2000       | Влюбленные                                 | Mohabbatein                 |                    | Да                 |                    |            |
| 2002       | Свадьба моей любимой                       | Mere Yaar Ki Shaadi Hai     |                    | Да                 |                    |            |
| 2002       | Будешь со мной дружить?                    | Mujhse Dosti Karoge!        |                    | Да                 |                    |            |
| 2004       | Ты и я                                     | Hum Tum                     |                    | Да                 |                    |            |
| 2004       | Байкеры                                    | Dhoom                       |                    | Да                 |                    |            |
| 2004       | Вир и Зара                                 | Veer-Zaara                  | Да                 | Да                 |                    |            |
| 2005       | Банти и Бабли                              | Bunty Aur Babli             |                    | Да                 |                    |            |
| 2005       | Салам Намасте                              | Salaam Namaste              |                    | Да                 |                    |            |
| 2005       | Нил и Никки                                | Neal 'N' Nikki              |                    | Да                 |                    |            |
| 2006       | Слепая любовь                              | Fanaa                       |                    | Да                 |                    |            |
| 2006       | Кабульский экспресс                        | Kabul Express               |                    | Да                 |                    |            |
| 2006       | Байкеры 2: Настоящие чувства               | Dhoom 2                     |                    | Да                 |                    |            |
| 2007       | Встреча подарившая любовь                  | Jhoom Barabar Jhoom         |                    | Да                 |                    |            |
| 2007       | Индия, вперед!                             | Chak De! India              |                    | Да                 |                    |            |
| 2008       | Берегитесь, красавицы                      | Bachna Ae Haseeno           |                    | Да                 |                    |            |
| 2008       | Эту пару создал Бог                        | Rab Ne Bana Di Jodi         |                    | Да                 |                    |            |
| 2010       | Любовь невозможна                          | Pyaar Impossible!           |                    | Да                 |                    |            |
| 2010       | Бей и лети!                                | Lafangey Parindey           |                    | Да                 |                    |            |
| 2011       | Невеста моего брата                        | Mere Brother Ki Dulhan      |                    | Да                 |                    |            |
| 2012       | Пока я жив                                 | Jab Tak Hai Jaan            | Да                 | Да                 |                    |            |

## Награды
Национальная кинопремия (Индия)
- 1961 — Лучший фильм на хинди — «Сын судьбы» (режиссёр)
- 1990 — Лучший развлекательный фильм — «Чандни» (продюсер и режиссёр)
- 1994 — Лучший развлекательный фильм — «Жизнь под страхом» (продюсер и режиссёр)
- 1997 — Лучший развлекательный фильм — «Непохищенная невеста» (продюсер)
- 1998 — Лучший развлекательный фильм — «Сумасшедшее сердце» (продюсер и режиссёр)
- 2005 — Лучший развлекательный фильм — «Вир и Зара» (продюсер и режиссёр)
- 2001 — Премия имени Дадасахеба Фальке

Filmfare Awards
- 1966 — Лучшая режиссура — «Испытание временем»
- 1970 — Лучшая режиссура — Ittefaq
- 1974 — Лучшая режиссура — «Камень на сердце»
- 1976 — Лучшая режиссура — «Стена»
- 1991 — Лучший фильм — «Мгновения любви» (продюсер и режиссёр)
- 1996 — Лучший фильм — «Непохищенная невеста» (продюсер)
- 1998 — Лучший фильм — «Сумасшедшее сердце» (продюсер и режиссёр)
- 2005 — Лучший фильм — «Вир и Зара» (продюсер и режиссёр)
- 2006 — Filmfare Power Award
- 2007 — Filmfare Power Award
- 2007 — Filmfare Power Award
- 2013 — Премия за вклад в кинематограф (посмертно)

Apsara Awards
- 2008 — Выдающийся вклад в индийский кинематограф
- 2008 — Apsara Award за лучший фильм — «Вперед, Индия!» (продюсер)

IIFA Awards
- 2005 — IIFA Award за лучшую режиссуру — «Вир и Зара»
- 2005 — IIFA Award за лучший фильм — «Вир и Зара» (продюсер и режиссёр)
- 2008 — IIFA Award за лучший фильм — «Вперед, Индия!» (продюсер)

### Международные и правительственные награды
- 1998 — BBC Asia Award за вклад в кино
- 2001 — Dr. Dadabhai Naoroji Millennium Lifetime Achievement
- 2001 — BBC Asia Award за вклад в кино
- 2005 — Priyadarshini Award за вклад в индийский кинематограф
- 2005 — Падма Бхушан
- 2005 — награда Дубайского международного кинофестиваля[19]
- 2006 — Международный кинофестиваль в Пуне — Премия за пожизненные достижения[20]
- 2006 — Почётное членство в BAFTA[21]
- 2007 — Raj Kapoor Awards за впечатляющий вклад в киноиндустрию на хинди
- 2007 — Zenith Asia Honour за вклад в индийский кинематограф[22]
- 2008 — Орден Почётного легиона (Франция)[23][24]
- 2009 — Пусанский международный кинофестиваль — Азиатский кинопроизводитель года[25]
- 2009 — FIAPF Award за выдающиеся достижения в кино[26]
- 2010 — Национальная премия имени Кишора Кумара от правительства штата Мадхья-Прадеш[27]
- 2010 — Swiss Ambassador’s Award за вклад в продвижение «бренда Швейцария» в своих фильмах[28]
- 2010 — Asian Awards за выдающийся вклад в кинематограф[29]
- 2011 — Звание Ambassador of Interlaken[30]